# Boyd’s (St. Kitts)
Boyd’s ist ein Ort auf der Insel St. Kitts in St. Kitts und Nevis. Es ist das größte Dorf im Parish Trinity Palmetto Point.

## Geographie
Boyd’s liegt an der Südküste von St. Kitts, direkt westlich anschließend an die Siedlung Brumaire. Mehrere Campus von Hochschulen (Ross University School of Veterinary Medicine, University of Medicine & Health Sciences (St. Kitts) und International University of Nursing) sind über das Ortsgebiet verteilt. Boyd’s kann somit noch als Vorort von Basseterre gelten.
Außerdem gibt es die Bronte Welsh Primary School und die Trinity Church.